# Lunar Pool
Lunar Pool, i Japan känt som Lunar Ball (ルナーボール Runā Bōru?), är ett biljardspel med vissa inslag av minigolf, utgivet av Compile till NES och MSX.

### Fotnoter
1. 1 2  ”Lunar Pool”. NES DB. 2 mars 1985. Arkiverad från originalet den 4 mars 2016. https://web.archive.org/web/20160304124234/http://www.nesdb.se/game_more.php?id=891&rid=4. Läst 28 juni 2014.